# Batalha de Dan no Ura
A Batalha de Dan no Ura (壇の浦の戦い, Dan-no-ura no tatakai, também conhecida como Batalha Naval de Yashima)  foi uma grande batalha naval das Guerras Genpei, que ocorreu em Dan no Ura, costa do Estreito de Kanmon na parte sul e oeste de Honshu. Em 25 de abril de 1185, a frota do Clã Genji (Minamoto), dirigida por Minamoto no Yoshitsune, vence a frota do Clã Heike (Taira), em um enfrentamento que durou meio dia.

## Antecedentes
No Japão feudal do século XII o poder central e provincial estava nas mãos de clãs familiares com vínculos mais ou menos estreitos com a família imperial, mas rivais entre sí; os Fujiwara, os Minamoto (ou Genji) e os Taira (ou Heike).
Os Fujiwara ocupavam todos os postos chaves da administração imperial. Os Minamoto também conseguiram ocupar vários postos de responsabilidade,  tendo sob seu controle o exército e a polícia. Enquanto isso, os Taira, apesar de alguns deles exercerem altos cargos de comando, já não tinham acesso à corte. Não obstante, durante o curso da primeira metade do século XII  Taira no Tadamori conseguiu ser um alto representante da justiça no final de sua vida.
Taira no Kiyomori era o filho de Tadamori. Hábil político, fora um dos homens mais importantes nos círculos do imperador, eclipsando o chefe dos Minamoto. Assim, os dois clãs não pararam de tratar de se superar um ao outro para conseguir favores imperiais.
Em 1150, Kiyomori se convertera no senhor absoluto depois de eliminar os Fujiwara e os Minamoto de alguns postos. Sua ambição era que o Clã Taira suplantasse o Clã Fujiwara. Em 1167 alcançou o posto de Daijō Daijin e sua filha Taira no Tokuko, a nyôgo (esposa imperial que daria luz ao futuro imperador) do Imperador Takakura. Desta união nasce em 1178 o Príncipe Tokuhito, que será coroado com o nome de Imperador Antoku, assim ligando o nome dos Taira à linhagem real. Kiyomori, exerce o governo como Sesshō em nome do seu neto, que tinha apenas dois anos de idade.
Esta situação desperta o receio e a inveja dos seus rivais. Assim, em 1180 o Príncipe Mochihito, irmão do Imperador Takakura, com o apoio dos antigos inimigos dos Taira, os Minamoto, revolta-se, iniciando as Guerras Genpei, que há de levar à queda do poder dos Taira em 1185.

## As Frotas

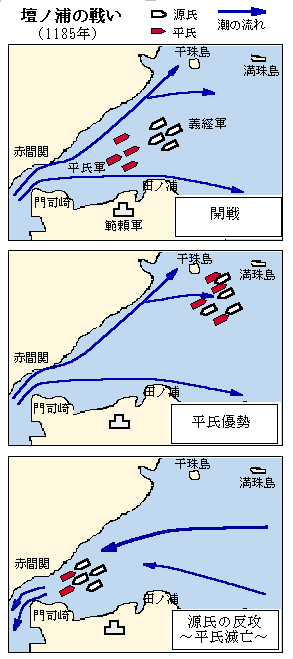
Passo a Passo da Batalha de Dan no Ura
Os barcos do Clã Taira (em vermelho), estavam esperando os barcos comandados por Minamoto no Yoshitsune (em branco) perto do Estreito de Shimonoseki, entre Honshu (acima) e Kyushu (abaixo). Havia também reforços do Clã Minamoto em Kyushu comandado por Noriyori.
Acima: Posição das duas frentes no começo da batalha.
Centro: O fluxo da maré, que ia para o leste (em azul) favorecia o Clã Taira, estava levando Yoshitsune a recuar.
Abaixo: A medida que se passavam as horas, a maré muda de direção para oeste o que foi aproveitado por Yoshitsune, prensando os Taira para o estreito e derrotando-os definitivamente.

A luta se intensificou até a batalha final na Batalha Naval de Dan no Ura em 1185. Os Minamoto, com o esforço de numerosos governadores e Soheis (monges guerreiros), armaram 3 000 barcos; os Taira, que só dispunham de 1 000, se refugiaram em Yashima, na ilha de Shikoku. Liderando os  Minamoto estava Yoritomo, filho de Yorimasa, o chefe do clã, que derrotou Taira no Kiyomori na Batalha de Kurikara.
Como era costume, em uma das naves Taira foi embarcado o jovem Imperador Antoku, que só tinha seis anos, com sua avó, a viúva de Kiyomori, além do filho de Yoshitsune.
A frota do Clã Taira era inferior em número, mas algumas fontes asseguram que, frente a frota do Clã Minamoto, tinham uma vantagem no conhecimento das correntes dessa área, assim como das táticas de combate naval de seu comandante Taira no Tomomori, quarto filho de Kiyomori.

## O Combate
À noite, em meio a uma violenta tempestade, Minamoto no Yoshitsune, irmão de Yorimoto, cruzou o estreito com cinco buques (barcos de 13 metros de comprimento) e cem ginetes o que obrigou os Taira a embarcar as pressas na manhã seguinte.
A frota Taira se dividiu em três esquadrões, enquanto seus inimigos chegaram em massa com seus arqueiros preparados. No início, antes que a frota Taira tomasse a iniciativa, a batalha consistiu principalmente em uma troca de flechas a longa distância. Posteriormente, a frota Taira tentou passar ao largo da frota inimiga usando as correntes marítimas em seu proveito. Depois de entrar em contato, o duelo de arqueiros foi substituído pela abordagem com espadas e adagas. Neste meio tempo as correntes mudaram dando a vantagem novamente aos Minamoto.
Um dos fatores cruciais no triunfo da frota Minamoto foi a deserção do general do Clã Taira Taguchi Shigeyoshi, que revelou aos Minamoto em qual barco se encontrava  o jovem Imperador Antoku. Os arqueiros Minamoto concentraram sua atenção nos timoneiros e remadores do barco do Imperador, da mesma forma que fizeram com o resto da frota, deixando os barcos sem controle.
Os Taira rapidamente se colocaram em fuga. Muitos dos guerreiros Taira, vendo a batalha voltar-se contra, se jogaram ao mar cometendo suicídio antes de afrontar sua derrota nas manos do Clã Minamoto. Entre aqueles que morreram desta forma estavam a viúva de Kiyomori carregando seu neto Antoku nos braços, assim como Tomomori. Fieis a seu amor próprio e ao sentido de honra japonês, preferiram una morte gloriosa à vergonha de cair prisioneiros e serem vilmente executados, dessa forma preferiram se suicidar.O chefe do clã, Taira no Munemori e a filha de Kiyomori, Taira no Tokuko foram capturados vivos.
Os Taira tentaram jogar ao mar o Relicário Imperial do Japão mas só conseguiram se desfazer da espada Kusanagi e do espelho Yata no Kagami antes que o barco que as transportava fosse capturado. O espelho foi recuperado enquanto que a espada foi perdida definitivamente.
Até hoje, os Heikegani (Caranguejos Heike) que são encontrados nos Estreito de Shimonoseki são considerados pelos japoneses como portadores dos espíritos dos guerreiros Taira.

## Consequências
Após a batalha naval ocorreu uma série de atrocidades e matanças. Por todo o país, os Taira sobreviventes, incluindo as crianças, foram degolados ou afogados.
Esta derrota decisiva das forças do Clã Taira conduziu ao final de a guerra. Minamoto no Yoritomo, o irmão mais velho de Yoshitsune, se converteu no primeiro Shōgun, estabelecendo um governo militar (bakufu) em Kamakura.
A vitória dos Minamoto foi total e o irmão de Yorimoto, Yoshitsune, se converteu num grande herói.Mas isto não foi do agrado de seu irmão, que de regresso a capital, tratou de assassiná-lo. Não conseguindo, enviou um exército contra ele até seu refúgio ao Norte. Alguns autores dizem que cometeu seppuku outros que foi assassinado por Fujiwara no Yasuhira, filho de Hidehira.

## Cultura Popular
Em 1964, uma versão desta batalha apareceu no filme Kwaidan .
Na série "Cosmos: Uma Viagem Pessoal", Carl Sagan fala brevemente sobre o assunto.